# Meredith Kopit Levien
Meredith Kopit Levien (nascida em Richmond, 1971) é a presidente e diretora executiva da The New York Times Company desde setembro de 2020.

## Biografia
Levien foi criada na região metropolitana de Richmond, Virgínia, filha de Carole e Marvin Kopit. Ela tem uma irmã, chamada Bárbara. Levien se formou na University of Virginia.

## Carreira
Levien ingressou no New York Times em 2013 como diretora de publicidade. Ela foi promovida a vice-presidente executiva e diretora de receita em 2015 e tornou-se diretora operacional em 2017. Ela é a pessoa mais jovem a chegar ao cargo de CEO do jornal.
Antes de ingressar no The Times, ela passou cinco anos na Forbes, onde desempenhou várias funções, incluindo editora e diretora de receita, e seis anos na The Atlantic. Iniciou sua carreira na Advisory Board Company.